# James R. Young

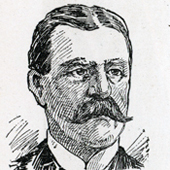
James R. Young

James Rankin Young (* 10. März 1847 in Philadelphia, Pennsylvania; † 18. Dezember 1924 in Washington, D.C.) war ein US-amerikanischer Politiker. Zwischen 1897 und 1903 vertrat er den Bundesstaat Pennsylvania im US-Repräsentantenhaus.

## Werdegang
James Young besuchte die öffentlichen Schulen seiner Heimat und die Philadelphia High School. Ab 1863 nahm er in einer Freiwilligeneinheit aus Pennsylvania am Bürgerkrieg teil. Im Jahr 1866 gehörte er zu den Gründern der Zeitung Philadelphia Evening Star. Politisch schloss er sich der Republikanischen Partei an. Zwischen 1864 und 1908 war er Delegierter zu allen Republican National Conventions. Zwischen 1866 und 1870 arbeitete er im Washingtoner Büro der Zeitung New York Tribune. Von 1873 bis 1879 sowie nochmals zwischen 1883 und 1892 war er als Chief executive Clerk leitender Verwaltungsbeamter beim US-Senat. In den Jahren 1882 bis 1883 übte er diese Tätigkeit auch beim Bundesjustizministerium aus.
Bei den Kongresswahlen des Jahres 1896 wurde Young im vierten Wahlbezirk von Pennsylvania in das US-Repräsentantenhaus in Washington gewählt, wo er am 4. März 1897 die Nachfolge von John E. Reyburn antrat. Nach zwei Wiederwahlen konnte er bis zum 3. März 1903 drei Legislaturperioden im Kongress absolvieren. In diese Zeit fiel der Spanisch-Amerikanische Krieg von 1898. Ab 1901 war Young Vorsitzender des Ausschusses zur Kontrolle der Ausgaben des Kriegsministeriums.
Zwischen 1905 und 1913 arbeitete James Young für das Bundespostministerium. Danach leitete er bis 1915 in Philadelphia die dortige Filiale der Postbank (Superintendent of the postal savings depository). Er verbrachte seinen Lebensabend in der Bundeshauptstadt Washington, wo er am 18. Dezember 1924 verstarb.